# Trevor Wooley

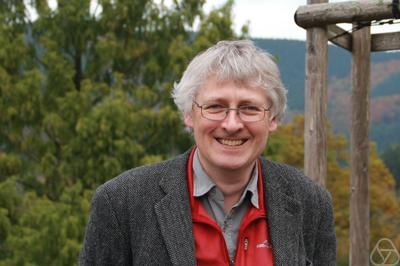
Trevor Wooley

Trevor D. Wooley (* 1964) ist ein britischer Mathematiker, der sich mit analytischer Zahlentheorie beschäftigt.

## Leben
Wooley studierte ab 1984 am Gonville and Caius College der Cambridge University, wo er 1987 seinen Bachelor-Abschluss machte. Ab 1988 studierte er am Imperial College in London, wo er 1990 bei Robert Charles Vaughan promovierte (On Simultaneous Additive Equations and Waring's Problem). Ab 1991 war er Assistant Professor, 1995 Associate Professor und ab 1998 Professor an der University of Michigan in Ann Arbor. Seit 2007 ist er Professor an der Universität Bristol, wo er auch Associate Director des Heilbronn Institute of Mathematics Research ist.
Wooley beschäftigt sich insbesondere mit der Entwicklung der Hardy-Littlewood-Kreismethode und mit Winogradows Methode der Behandlung von Exponentialsummen. Ihm gelangen wichtige Fortschritte beim Waringschen Problem, wobei er teilweise mit Vaughan zusammen veröffentlichte. Außerdem beschäftigt er sich mit Problemen aus dem Umfeld des Lokal-Global-Prinzips von Helmut Hasse.
1993 bis 1995 war er Sloan Research Fellow, 1993 bis 1998 Packard Fellow und 1993 erhielt er den Junior-Berwick-Preis der London Mathematical Society. 2007 wurde er Fellow der Royal Society, deren Wolfson Research Merit Award er erhielt. 1998 erhielt er den Salem-Preis und 2012 den Fröhlich-Preis. Wooley war 2002 Eingeladener Sprecher auf dem ICM in Peking (Diophantine methods for exponential sums, and exponential sums for diophantine problems). 2014 war er Eingeladener Sprecher auf dem ICM in Seoul (Translation invariance, exponential sums, and Waring's problem). Er ist Fellow der American Mathematical Society.